# Bassaricyon medius
L'olingo del Chocó (Bassaricyon medius O. Thomas, 1909) è un procionide del genere Bassaricyon originario del nord-ovest dell'America meridionale e delle zone orientali e centrali di Panama. Ne vengono riconosciute due sottospecie: B. m. medius, della parte sudamericana dell'areale, e B. m. orinomus, diffusa a Panama dalla zona del canale al Darién.

## Descrizione
L'olingo del Chocó è una specie di olingo di medie dimensioni, più piccolo dell'olingo comune (Bassaricyon gabbii) ma più grande dell'olingo delle Ande (Bassaricyon neblina). Ha un corpo snello con zampe anteriori relativamente corte e zampe posteriori leggermente più lunghe. Misura complessivamente circa 68-90 centimetri di lunghezza, dei quali circa 35-52 costituiti dalla sola coda. La lunghezza della coda è infatti 1,0-1,4 volte pari alla lunghezza testa-tronco. Il peso varia tra 950 e 1200 grammi. I piedi sono larghi e dotati di artigli ricurvi: quelli posteriori sono lunghi circa 5,8-9,2 centimetri. Le orecchie sono arrotondate: la loro lunghezza varia tra 2,5 e 5,4 centimetri. Nel complesso è molto simile alla sua specie sorella, l'olingo di Allen (Bassaricyon alleni), ma i peli che ne ricoprono il dorso terminano con punte meno scure, pertanto la pelliccia dell'olingo del Chocó è leggermente più chiara di quella dell'olingo di Allen. Ha inoltre il cranio un po' più stretto e il muso un po' più lungo. La bolla timpanica è meno rigonfia e il quarto premolare è più piccolo. Il naso dell'olingo del Chocó è scuro, mentre quello dell'olingo di Allen è spesso di colore rosa. B. m. medius è molto più piccolo dell'olingo di Allen, mentre B. m. orinomus ha più o meno le dimensioni dell'olingo di Allen. B. m. orinomus ha spesso una coda rossastra, mentre l'olingo di Allen ha una colorazione del corpo relativamente uniforme. La distanza genetica tra l'olingo del Chocó e quello di Allen, determinata dall'analisi del DNA dei geni della proteina citocromo b, è compresa tra il 6 e il 7%.

## Distribuzione e habitat
L'olingo del Chocó è diffuso in Colombia ed Ecuador ad ovest delle Ande, così come in alcune zone della valle del Río Cauca tra la Cordigliera Centrale e Occidentale delle Ande settentrionali, e nelle zone orientali e centrali di Panama, dal livello del mare fino ad altitudini di 1800 metri. Il limite occidentale dell'areale non è ancora noto con esattezza: si trova tra gli 81 e gli 80 gradi ovest nel centro di Panama. Inoltre non è ancora noto se l'olingo del Chocó abbia contatti con l'olingo comune (Bassaricyon gabbii), se le due specie siano presenti entrambe in una piccola area o se i loro areali siano chiaramente separati.

## Biologia
L'olingo del Chocó è solitario e arboricolo. Attivo di notte, trascorre la giornata nelle cavità degli alberi o in altri nascondigli in alto tra gli alberi. Si nutre principalmente di frutta, spesso alimentandosi sugli stessi alberi occupati dal cercoletto (Potos flavus), che in alcune zone sostituisce le più piccole specie di olingo. L'olingo del Chocó di solito dà alla luce un unico piccolo.

## Tassonomia
L'olingo del Chocó appartiene al genere Bassaricyon, che comprende in tutto quattro specie. Due esemplari di questa specie catturati vicino alla città di Panama furono descritti dallo zoologo francese Joseph Huet nel 1883. Lo zoologo britannico Oldfield Thomas diede alla specie l'attuale nome scientifico Bassaricyon medius nel 1909. L'olotipo proveniva dalla Colombia occidentale. Lo zoologo americano Edward Alphonso Goldman descrisse la sottospecie panamense B. m. orinomus nel 1920. In seguito B. medius è stato per lungo tempo considerato un sinonimo dell'olingo di Allen (B. alleni), per poi tornare ad essere trattato come una specie valida solo nel 2013 a seguito di una revisione del genere Bassaricyon.

## Conservazione
L'olingo del Chocó viene classificato dall'Unione internazionale per la conservazione della natura (IUCN) come «specie a rischio minimo» (Least Concern) grazie alla sua area di distribuzione relativamente ampia e alla presenza in numerose aree protette. La perdita dell'habitat dovuta alla deforestazione è considerata la principale minaccia per le singole popolazioni.